# Gramatikovo, Burgas
Gramatikovo (în bulgară Граматиково) este un sat în comuna Malko Tărnovo, regiunea Burgas,  Bulgaria. 

## Demografie
Componența etnică a satului Gramatikovo
     Romi (14,92%)
     Bulgari (83,5%)
     Nicio identificare (1,57%)
     Altele (0%)
La recensământul din 2011, populația satului Gramatikovo era de 382 locuitori. Din punct de vedere etnic, majoritatea locuitorilor (83,5%) erau bulgari, cu o minoritate de romi (14,92%). Pentru 1,57% din locuitori nu este cunoscută apartenența etnică.